# Contea di Greer
La contea di Greer (in inglese Greer County) è una contea dello Stato dell'Oklahoma, negli Stati Uniti. La popolazione al censimento del 2000 era di 6 061 abitanti. Il capoluogo di contea è Mangum.